# Saints and Sinners (album de Johnny Winter)
Albums de Johnny Winter
Still Alive and Well
(1973) John Dawson Winter III
(1974)
Saints and Sinners, paru en Février 1974, est le sixième album studio de Johnny Winter.

## L'album
Saints and Sinners est un mélange de titres composés par Johnny Winter, de reprises et de titres composés pour lui. On retrouve sur cet album les anciens membres du défunt groupe Johnny Winter And. La réédition de l'album en CD par Columbia en 1996 contient une chanson supplémentaire. Dernier album pour Columbia Records.
Parmi les musiciens invités à jouer sur l'album, on remarque la présence de Rick Derringer, Edgar Winter, Dan Hartman, Randy Jo Hobbs, les groupes Kansas et Jo Jo Gunne (aux claquements de mains (!)), aussi Randy Brecker parmi d'autres encore.

## Personnel
Selon le livret inclut avec l'album :
- Johnny Winter : voix, guitares solo et steal (2-10)
- Edgar Winter : claviers (1, 10), orgue (2, 6, 8), piano (2, 3, 7, 8), clavinet (2), synthétiseur ARP Strings (8), saxophone alto (8, 10), chœurs (1, 6)
- Rick Derringer : guitare (1, 2, 10), basse (2, 10), synthétiseur Arp Strings (2, 10)
- Dan Hartman : basse (1, 6), guitare rythmique (6), chœurs (1, 6)
- Randy Jo Hobbs : basse (3-5, 7-9)
- Randy Brecker : trompette (8)
- Alan Rubin : trompette (8)
- Louis del Gatto : saxophone ténor (8)
- Jon Smith : saxophone (10)
- Tasha Thomas, Barbara Massey, Lani Groves, Carl Hall : Chœurs (1, 2)
- "Sing Sing" Singers : chœurs (3)
- Bobby Caldwell : batterie (1, 2, 10), percussions (10)
- Richard Hughes : batterie (3-9)
- Kansas : claquements de mains (6)
- Jo Jo Gunne : claquements de mains (9)

## Les titres
| No  | Titre                      | Durée |
| --- | -------------------------- | ----- |
| 1.  | Stone County               | 3:32  |
| 2.  | Blinded By Love            | 4:28  |
| 3.  | Thirty Days                | 3:00  |
| 4.  | Stray Cat Blues            | 4:15  |
| 5.  | Bad Luck Situation         | 2:49  |
| 6.  | Rollin' Across the Country | 4:32  |
| 7.  | Riot in Cell Block #9      | 3:09  |
| 8.  | Hurtin' So Bad             | 4:38  |
| 9.  | Bony Moronie               | 2:37  |
| 10. | Feedback on Highway 101    | 4:24  |

| 11. | Dirty | 4:00 |

## Informations sur le contenu de l'album
- Stone County est un titre composé par Richie Supa pour Johnny Winter.
- Blinded By Love est un titre composé par Allen Toussaint pour Johnny Winter.
- Thirty Days est une reprise de Chuck Berry (1955).
- Stray Cat Blues est une chanson des Rolling Stones qui figure sur leur album Beggars Banquet (1968).
- Riot in Cell Block #9 est un titre des Robins de 1954 composé par le duo Jerry Leiber et Mike Stoller.
- Bony Moronie est une reprise de Larry Williams (1957).
- Feedback on Highway 101 est un titre de Van Morrison (1973) que celui-ci n'a jamais publié.
- Pas beaucoup de chance pour les musiciens de l'album : Richard Hughes s'est suicidé en 1983, Randy Jo Hobbs est mort d'overdose en 1993 et Dan Hartman du SIDA en 1994.